# Derbi I de Tirana
El Derbi I de Tirana (en albanés: Derbi I) es la rivalidad que existe entre los equipos KF Tirana y KF Partizani, ambos equipos los más grandes de la capital Tirana en Albania.

## Historia
Su primer enfrentamiento se dio en 1947 con victoria del FK Partizani por 1-0 y usualmente la noticia del partido aparece en los encabezados de los medios de prensa nacional, ya que casi siempre se han enfrentado en cada temporada exceptuando los periodos entre 2008 y 2013 cuando el Partizani descendiera de la primera división, y en la temporada 2017/18 cuando el Tirana jugaba en la segunda categoría, lo que ha marcado que el derbi se ha jugado constantemente desde la temporada 2018/19.
El historial favorece al KF Partizani pero en los últimos 30 años la distancia se ha reducido. La rivalidad se centra en que el Tirana representa a la clase media-alta de la capital que políticamente son de derecha, mientras que el Partizani es apoyado principalmente por la clase trabajadora con ideología de izquierda.

## Estadísticas

### Kategoria Superiore
| Torneo              | Partidos | Tirana | Empates | Partizani | Goles del Tirana | Goles del Partizani | Gol Diferencia |
| ------------------- | -------- | ------ | ------- | --------- | ---------------- | ------------------- | -------------- |
| Kategoria Superiore | 166      | 51     | 53      | 68        | 185              | 231                 | -46            |

### Copa de Albania
| Torneo          | Partidos | Tirana | Empates | Partizani | Goles del Tirana | Goles del Partizani | Desempates del Tirana | Desempates del Partizani |
| --------------- | -------- | ------ | ------- | --------- | ---------------- | ------------------- | --------------------- | ------------------------ |
| Copa de Albania | 28       | 13     | 7       | 8         | 28               | 25                  | 9                     | 7                        |

### Total
| Torneo | Partidos | Tirana | Empates | Partizani | Goles del Tirana | Goles del Partizani | Gol Diferencia |
| ------ | -------- | ------ | ------- | --------- | ---------------- | ------------------- | -------------- |
| Total  | 194      | 59     | 59      | 76        | 213              | 256                 | -43            |